# Жаренський
Жаренський (рос. Жаренский) — селище в Краснобаковському районі Нижньогородської області Російської Федерації.
Населення становить 6 осіб. Входить до складу муніципального утворення Чащихинська сільрада.

## Історія
Від 2009 року входить до складу муніципального утворення Чащихинська сільрада.

## Населення
| 2002 | 2010 |
| ---- | ---- |
| 14   | ↘6   |